# Алгоритми розв'язку для з'єднання швидкісного тиску в стійких потоках
Алгоритми розв'язку для з'єднання швидкісного тиску в стійких потоках є стандартними методами, що використовуються для вирішення стаціонарних задач в обчислювальній гідродинаміці.
Адвекції скаляру Φ, які використовуються для визначення потоку, залежать від величини і напрямку локального поля швидкостей. Однак для поля швидкостей це  не відомо.
Дані алгоритми, використовуються для отримання  цього рішення.
Стандартні рівняння Ейлера (динаміка рідин) можуть бути задані:
Рівняння неперервності
{\displaystyle {dpu \over dx}+{\operatorname {d} \!pv \over \operatorname {d} \!y}=0}
Рівняння інерції
Виходить за підстановкою Φ із стандартними спрямованими векторами поля швидкостей u, v, і w.
{\displaystyle {dpuu \over dx}+{dpvu \over dy}={d{vdu \over dx} \over dx}+{d{vdu \over dy} \over dy}-{dp \over dx}+S_{u}}
{\displaystyle {dpuv \over dx}+{dpvv \over dy}={d{vdu \over dx} \over dx}+{d{vdu \over dy} \over dy}-{dp \over dy}+S_{v}}
де  {\displaystyle p} - щільність, а u, v є x- і у-спрямовані компоненти швидкості. p- це поле тиску і {\displaystyle S_{u},v}{\displaystyle S_{u,v}} -загальні терміни.
Ці рівняння важко вирішити через квазілінійне в рівнянні інерції. Терміну тиску у всіх трьох рівняннях згадані вище є взаємозалежним. Крім того, для загального рівняння потоку призначення поля тиску є невідомим, і повинно бути вирішено.
Якщо поле потоку є стислим, наведені вище рівняння виступають як стандартна температура, а рівняння пружності і тиску можуть бути знайдені, так як це залежить від них обох. Якщо потік  знаходиться в стислому полі,  то тиск не залежить від пружності. Отже, зв'язок необхідний, щоб викликати обмеження на  дані рішення. Отримані в результаті поля будуть задовольняти рівняння неперервності. Обидві ці проблеми вирішуються за допомогою застосування простого алгоритму і його похідних.
Для загального призначення і визначення цих алгоритмів, з  CFD сітка повинна бути використаною. Вона забезпечує наявність ненульового градієнту тиску у всіх вузлах в будь-яких умовах. А також забезпечує реалістичну поведінку в  рівнянні інерції для просторового тиску, який коливається. Крім того, напрям векторів швидкостей є точним.

## The staggered grid
Вище показана стандартна сітка, яка використовується для вирішення різних шахових програм. Схід, захід, північ і південь нотації також використовуються і вони направляють так звані векторні поля. У компонента швидкості u зберігаються e і w напрямки про цю компоненту ,а у компонента v зберігаються напрямки n і s . Якщо 3D поля, прикладені до t і b, то вони можуть бути використані. Це є в основному обсяги векторного управління, які  відрізняються від обсягів скалярного тиску і  також відрізняються один від одного.
Градієнт тиску рівняння приймає різні форми:
{\displaystyle {dp \over dx}={P_{p}-P_{w} \over dx_{u}}} -за напрямком x.
{\displaystyle {dp \over dy}={P_{p}-P_{s} \over dy_{v}}} -за напрямком y.
Тоді рівняння інерції набирає такого вигляду:
{\displaystyle a_{i,J}u_{i,J}=\sum a_{n}bu_{n}b-\Delta V_{u}{P_{I,J}-P_{I-1,J} \over dx_{u}}+S\Delta V_{u}}
Сума поширюється на всі вузли та обсяги в безпосередній близькості від обраного вузла. А їх значення наведені на наступному малюнку:
Після цього, алгоритми можуть бути застосовані, щоб отримати розв'язок для основних рівнянь для сітки.

## Алгоритм SIMPLE
Він розшифровується, як неявний метод для рівнянь тиску, які є пов'язані між собою. По суті, це припущення і правильна процедура для розрахунку ступеневого поля тиску сітки. Вони були проілюстровані з використанням двовимірного постійного потоку.
Крок 1 :- Згадується поле тиску p* .
Крок  2 :- Дискретизовані рівняння інерції вирішуються з використанням значення p* щоб отримати компоненти швидкості u* і v*.
Крок  3:- Визначити коректний тиск p' такий як p = p* + p'
Крок  4:- Аналогічно визначити величину компенсації для швидкостей  u' і v' як u = u* + u' і v = v*+ v'
Крок  5:- Підставимо правильне поле тиску p у рівнянні інерції для отримання правильного поля швидкостей (u,v).
Крок  6 :- Віднімаємо рівняння з кроку 5 від тих, що на кроку 1. Ми повинні отримати коректне рівняння (u′ і v′)
Тут ми використовуємо припущення, що {\displaystyle \sum a_{nb}u'_{nb}} і {\displaystyle \sum a_{nb}v'_{nb}} є 0 . Це основне припущення в Алгоритмі SIMPLE. Це повинно давати дозвіл на отримання коректного  u' і v' з рівнянь руху.
Аналогічним чином можна знайти умову корекції для всіх вузлів.
Крок  7 :- Розв'яжемо рівняння неперервності для всього обсягу управління, n,s,e,w вузли, що оточують кожен вузол сітки, використовуючи умови пружності.
Крок  8 :-Підставляємо отримані рівняння швидкості в рівняння неперервності і відокремимо термін, що містить тиск корекції p'.
Це являє собою рівняння для корекції тиску p'.
Крок  9 :- Вирішити отримане таким чином рівняння, щоб отримати правильний тиск і загалом правильний розв'язок. Використовуємо новий тиск, щоб повторити весь процес до їхньої збіжності.
Іноді рішення може не сходитися через велику різницю і вгадується  певне поле ,а також відповідне поле тиску. Нове p= p* + αp'. α зберігається між 0 і 1 для забезпечення збіжності.
Вибір α визначає економічну ефективність цього рішення.

## Алгоритм SIMPLER
Цей алгоритм є покращеною версією алгоритму SIMPLE. Тут лише рівняння неперервності дискретизації використовується для отримання правильного проміжного поля тиску замість тиску корекції.

## Алгоритм SIMPLEC
Послідовний алгоритм майже такий самий, як  SIMPLE алгоритм, за винятком того, що маніпуляції будуть змінені, щоб забезпечити менші упущення.